# Follia d'amore
Follia d'amore è un film del 1985 diretto da Robert Altman.
La pellicola, presentata in concorso al 39º Festival di Cannes, è l'adattamento del dramma di Sam Shepard Pazzo d'amore.

## Trama
Un uomo e una donna s'incontrano, o meglio si reincontrano in uno squallido motel al limite del deserto Mojave nel Nuovo Messico, sotto lo sguardo assente e angosciato dell'anziano gestore del bar, spesso ubriaco. Lui, Eddie, è un cowboy ed è tornato per rivedere la sua amante e andarsene via con lei. Lei, May, si oppone e si mostra ostile ai discorsi di Eddie. May gli parla di quest'uomo che starebbe aspettando. Eddie e May discutono dentro al bar e lui si ubriaca. All'improvviso arriva la macchina della "Contessa", attuale compagna di Eddie. La donna scende e spara alcuni colpi di pistola contro i vetri del locale. Dopo che Eddie porta May alla sua camera in Motel hanno un'ennesima discussione animata in mezzo al disordine della stanza malandata. Vengono sorpresi dall'arrivo di Martin, l'uomo di cui parlava May.
May si chiude in bagno e Eddie comincia a raccontare a Martin storie sul rapporto tra lui e la donna. All'inizio viene considerato il cugino, poi lui gli racconta di essere il fratello. I due uomini vanno a bere nel locale dove Eddie finisce a raccontare a Martin che May era la sorella conosciuta in tarda età, e che l'uomo vecchio del motel fosse loro padre. Dopo un lungo racconto, l'automobile della Contessa ritorna nell'aia del motel, dove spara altri colpi con la pistola. Tutto il Model prende fuoco e tutti se ne vanno. Rimane solo il vecchio, che rientra nella sua roulotte circondata dalle fiamme suonando l'armonica.

## Titoli con cui è stato distribuito
- Fool for Love, paesi anglosassoni
- Fool for Love, Verrückt vor Liebe, Liebestoll, Germania Ovest
- Hulluna rakkaudesta, Finlandia
- Locos de amor, Spagna
- Louco de Amor, Brasile

## Riconoscimenti
- 1986 - Tróia International Film Festival
  - Golden Dolphin a Robert Altman